# E35号線
E35号線(E35ごうせん、英語: European route E35)は欧州自動車道路のAクラス幹線道路。オランダのアムステルダムからドイツ、スイスを経てイタリアのローマまで延びている。

## 経路

### オランダ
- A10: アムステルダム – ユトレヒト
- A12: ユトレヒト – アルンヘム – （ドイツ国境）

### ドイツ
- A3: （オランダ国境） - デュースブルク – ケルン – ボン – フランクフルト・アム・マイン – ダルムシュタット
- A5: ダルムシュタット - ハイデルベルク – カールスルーエ – バーデンバーデン – フライブルク – （スイス国境）

### スイス
- A2: （ドイツ国境） - バーゼル – ルツェルン – アルトドルフ – ベリンツォーナ – ルガーノ – キアッソ – （イタリア国境）

### イタリア
- A9: （スイス国境） - コモ – ライナーテ
- A8: ライナーテ - ミラノ
- A50: ミラノ環状線
- A1: ミラノ – ピアチェンツァ – パルマ – モデナ – ボローニャ – フィレンツェ – アレッツォ – オルヴィエート – ローマ